# Ecrobia ventrosa
Ventrosia ventrosa là một European loài của ốc cỡ nhỏ nước lợ có mang và nắp (động vật chân bụng)|nắp ốc, là động vật chân bụng sống dưới nước động vật thân mềm thuộc họ Hydrobiidae.

## Phân bố
This species occurs on the coasts of:
- Iceland
- Norway
- Vương quốc Anh (1707-1801)|Vương quốc Anh
- Ireland
- France
- Baltic Sea
- Black Sea

## Hình ảnh

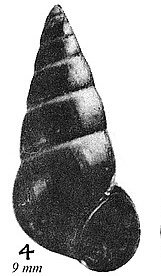
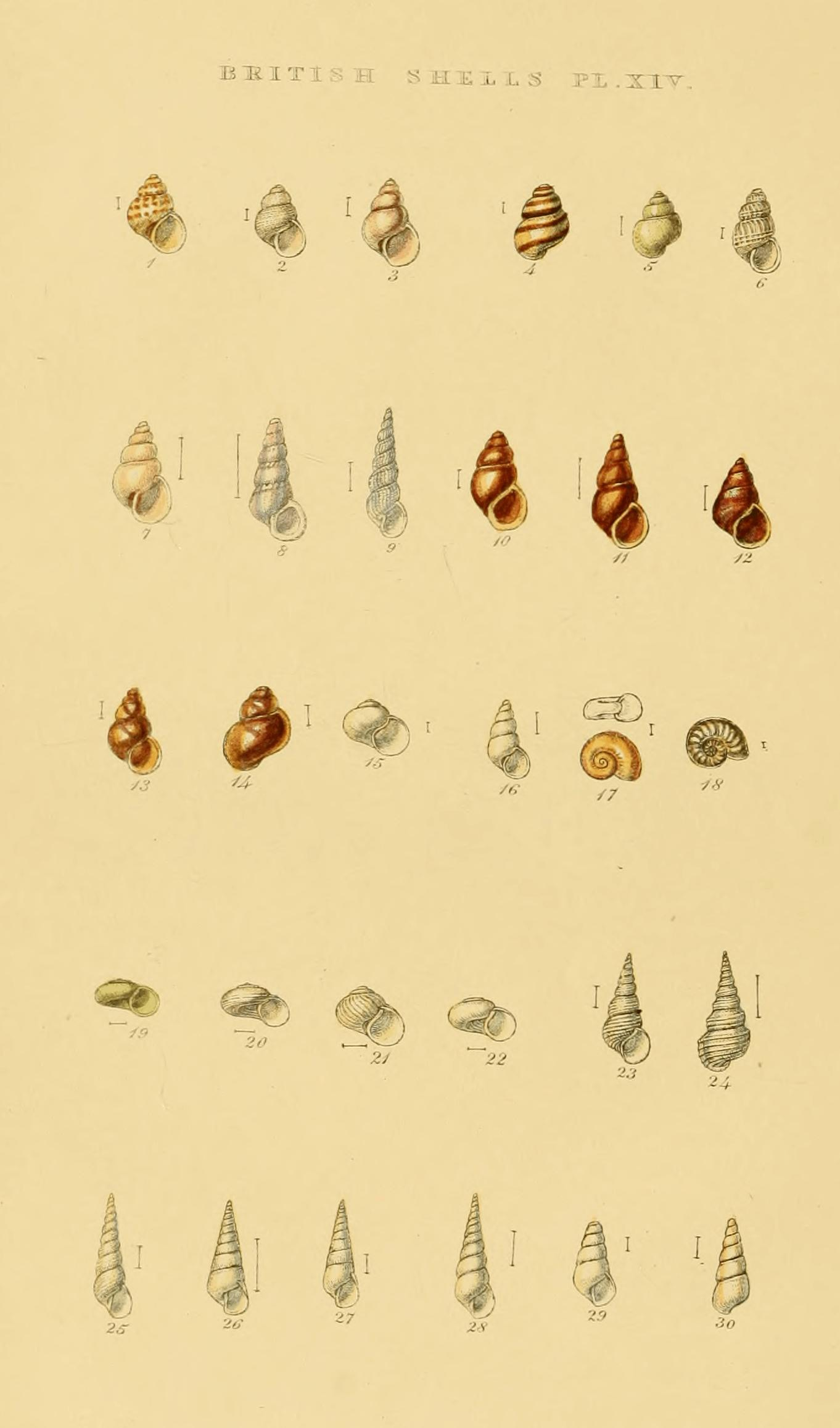